# Saint-Étienne-sous-Bailleul
Saint-Étienne-sous-Bailleul là một xã của tỉnh Eure, thuộc vùng Normandie, miền bắc nước Pháp.